# Cofanetto limosino

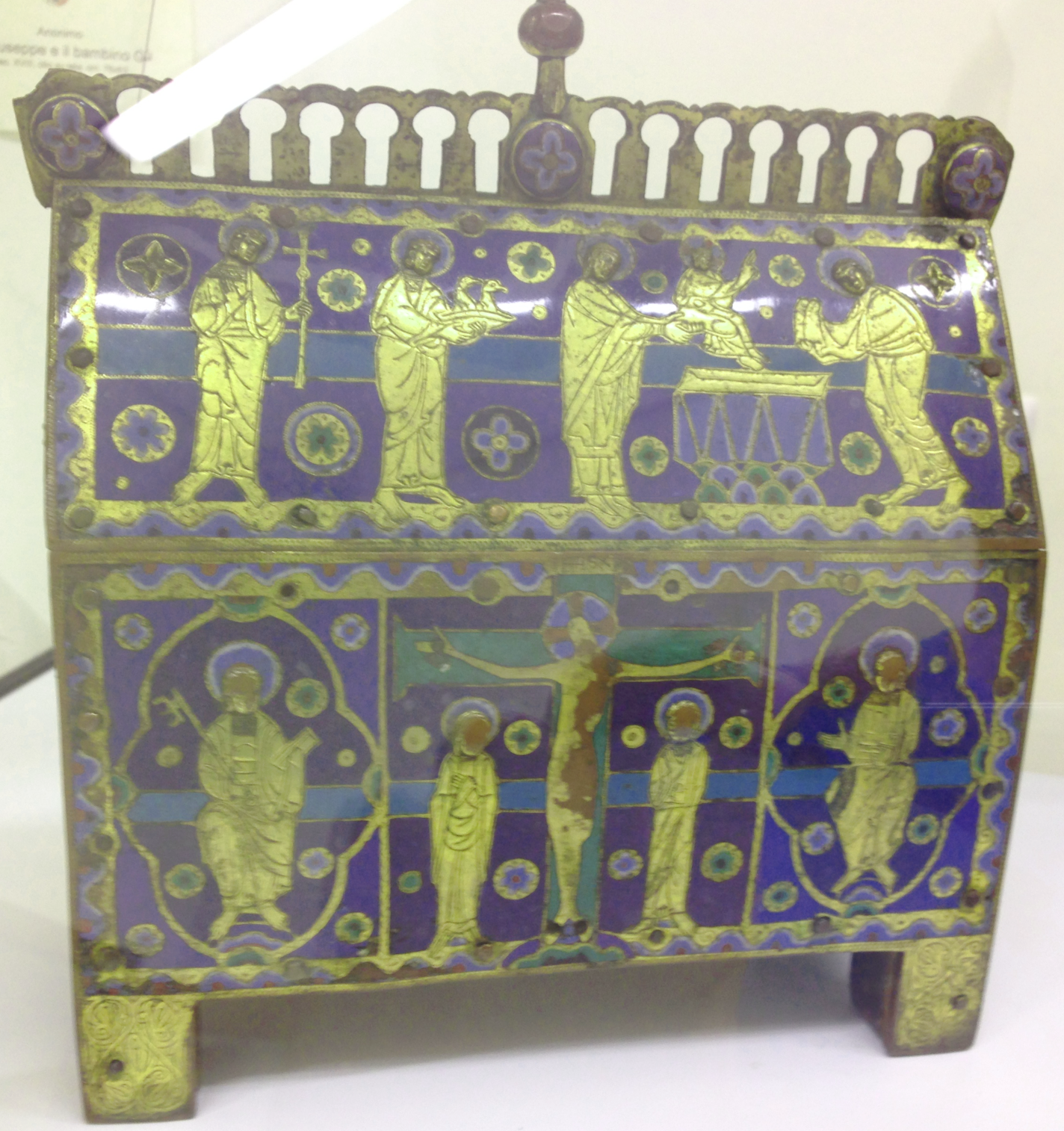
Il cofanetto limosino (XII-XIII sec. d.C.) - conservato presso l'Archivio Biblioteca Museo Civico di Altamura

Il cofanetto limosino è una stauroteca conservata presso l'Archivio Biblioteca Museo Civico di Altamura e risalente al XII-XIII secolo d.C. Secondo le fonti, il cofanetto conteneva un frammento della Vera Croce di Cristo ed è stato oggetto di vari studi scientifici, cominciati a partire dal 1927. La sua caratteristica principale è lo stile in smalto di Limoges, che fa presupporre che il cofanetto provenga dalla regione della Francia nota come Limosino.

## Struttura
Il cofanetto limosino è composto da una struttura interna in legno di quercia, rivestita da lastre in rame, fissate al legno sia attraverso chiodi nei bordi perimetrali sia attraverso un sottile strato di stucco. Tale strato di stucco ha anche la funzione di isolare la parte interna di legno e proteggerla dall'umidità. Il reliquiario è un prodotto della cosiddetta "Œuvre de Limoges" ed è stato realizzato la tecnica di smaltatura nota come "champlevage".
Per quanto riguarda le scene raffigurate, esse sono di carattere prettamente religioso e in particolare, la scena superiore fa riferimento alla Presentazione al Tempio, mentre nella scena inferiore è rappresentata la Crocifissione di Gesù Cristo. Le due figure ai lati destro e sinistro non sono di immediato riconoscimento. Lo studioso Nino Lavermicocca inizialmente ipotizzò che fossero San Pietro (per la presenza di una chiave) e San Giovanni, mentre studi successivi hanno affermato, più verosimilmente, che potesse trattarsi di San Pietro e San Paolo.
Un discorso a parte merita la raffigurazione di Cristo, la quale a dispetto della sua importanza, appare liscia e scarna. Si è ipotizzato che originariamente la figura potesse essere "interamente applicata in rilievo" ed essere stata interamente asportata in seguito.

## Datazione
La prouduzione dell'Œuvre de Limoges è "vasta e standardizzata" e questo consente di fornire una datazione approssimata al manufatto, non essendoci nessuna fonte scritta che ne consenta una datazione precisa. La produzione limosina può essere suddivisa in due fasi, di cui la prima (XII secolo) è caratterizzata da sfondi dorati e personaggi smaltati. La seconda fase (iniziata nel XII-XIII secolo e terminata nella seconda metà del XIV secolo) era tesa alla realizzazione di manufatti meno costosi attraverso l'uso di materiali più poveri come il rame e il bronzo e attraverso una produzione "standardizzata".
Il confanetto limosino si inserisce nella seconda fase della produzione limosina e, da un confronto con reliquiari limosini simili la cui datazione è più precisa, viene fatto risalire dagli studiosi al XII-XIII secolo.

## Provenienza
Il cofanetto, oggi custodito all'interno dell'Archivio Biblioteca Museo Civico di Altamura, è stato custodito per secoli nella Cattedrale di Altamura. Gli studiosi hanno ipotizzato che il reliquiario fosse inizialmente destinato alla Basilica di San Nicola di Bari e che sia arrivato ad Altamura per il tramite di Pietro de Angeriaco, uomo di Carlo II d'Angiò. Altri studiosi, invece, hanno ipotizzato che il cofanetto fosse arrivato ad Altamura come donazione del re Roberto d'Angiò, in seguito al terremoto del 1316 che distrusse la Cattedrale di Altamura.

## Studi
Gli studi critici sul cofanetto sono iniziati con Giorgio Castelfranco (1927) e proseguiti con Pierluigi Leone de Castris, Maria Stella Calò Mariani, M.M. Gauthier, A. Lipinski, S. Di Sciascio, G. Borraccesi. nonché storici locali come Tommaso Berloco, Giuseppe Pupillo e Bianca Tragni. Lo studio più autorevole risulta essere quello di Nino Lavermicocca (1979), essendo "la più completa analisi tecnica, stilistica e iconografica del manufatto"; ciononostante, lo studio necessita di alcuni aggiornamenti che tengano conto dei progressi fatti negli ultimi anni.